# Dominante (astrologie)
Selon certains astrologues, déterminer la dominante d'une carte du ciel consiste à en identifier l'élément central véhiculant un symbolisme astrologique qui s'exprime en peu de lignes. 

## Exemples de chiffrage

### La dominante selon Jean-Baptiste Morin de Villefranche
On attribue souvent à Jean-Baptiste Morin de Villefranche (1583-1656) une méthode de calcul chiffrée — de la planète la plus valorisée du thème astrologique — qui fait encore autorité, bien que de nouvelles planètes du système solaire ont été découvertes depuis (les trans-saturniennes Uranus et Neptune en particulier).

### Système d'Alexandre Volguine
Jean-Louis Brau rapporte qu' Alexandre Volguine a présenté, dans son ouvrage Le Maître de nativité, un système très sophistiqué de détermination des planètes gouvernantes ou dominantes d'un thème qui — toujours selon Brau — est en fait une réinterprétation moderne du système jyotish de Shadbala (forces, au nombre de six).

## Critiques

### Condamnations astrologiques
- Condamnation des modes de calcul : des chiffrages établis en ajoutant des points d'après des barèmes complexes et arbitraires tendent à occulter le fait que l'addition d'éléments hétérogènes ne produit pas forcément un total reflétant fidèlement l'âme des planètes.
- Condamnation du principe-même : pourquoi s'obstiner à ne garder qu'une seule dominante ? Notre âme serait-elle unidimensionnelle ? Il est possible que des thèmes astrologiques soient quelque peu embrouillés, chaque planète exprimant sa propre symbolique sans la moindre subordination, à l’image d’un système sans régulation.

### Condamnation scientifique
Les scientifiques considèrent l'astrologie comme une pseudo-science, ou une superstition.